# Macroglossus minimus
Espèce
Statut de conservation UICN

 LC  : Préoccupation mineure
Macroglossus minimus, appelé communément petit macroglosse, est une espèce de chauve-souris frugivore de la famille des Pteropodidae.

## Description
Macroglossus minimus est la plus petite espèce du genre. La longueur du tronc est de 60 à 68 millimètres, la longueur de l'avant-bras de 38,6 à 41,2 mm, la longueur du tibia de 15,9 à 18,8 mm, la longueur de l'oreille de 11,1 à 12,8 mm et le poids de 11,5 jusqu'à 16 grammes. 

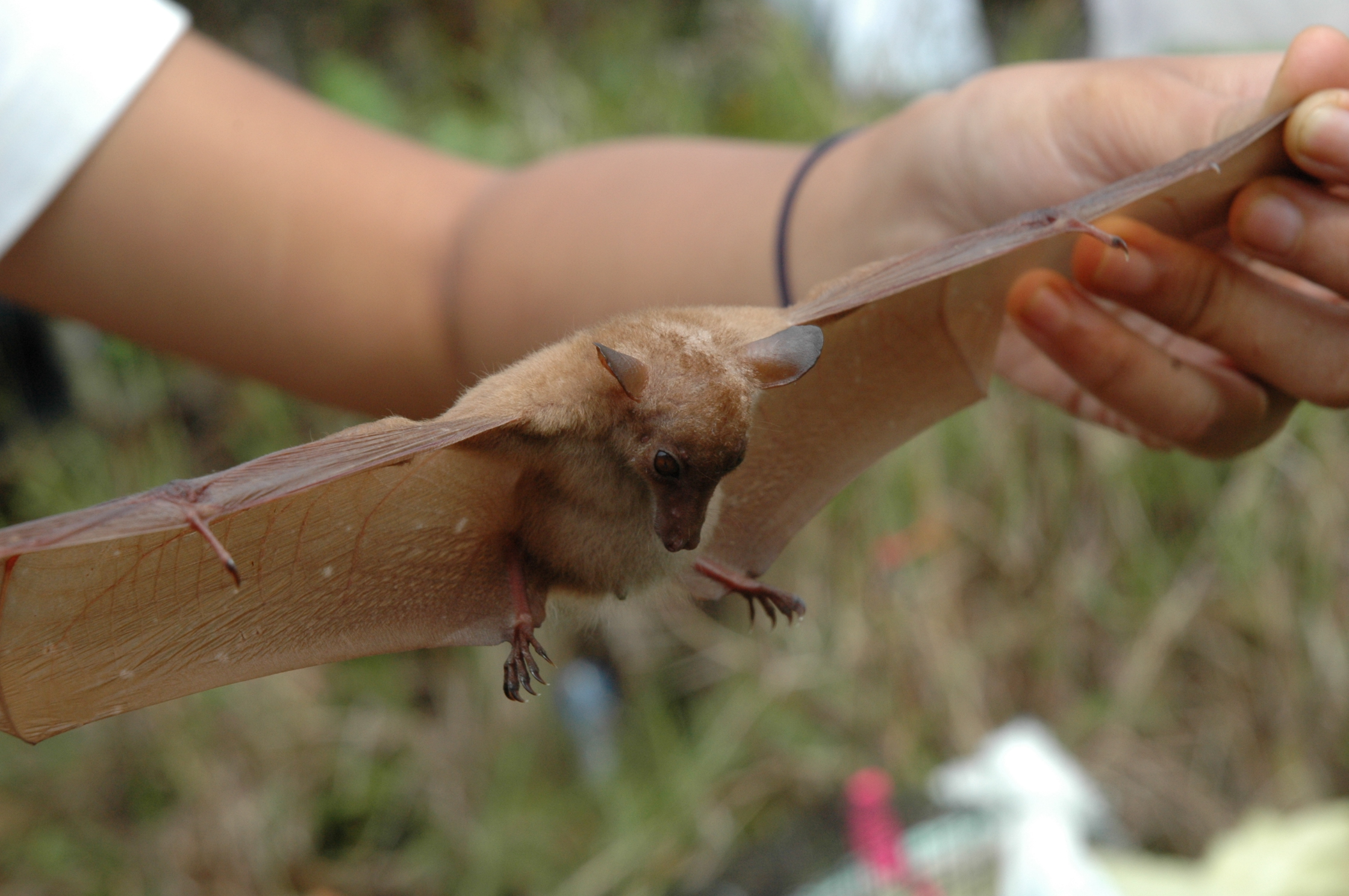
Petit macroglosse femelle

Il n'a pas de queue. Il a un long museau. Les dents sont petites, à l'exception des canines en forme d'aiguilles. La longue langue a un bout en forme de brosse, adaptation qui lui permet de se nourrir du nectar des fleurs. Le manteau court est brun vif. Les mâles adultes ont une région glandulaire en forme de V sur la poitrine.

## Répartition

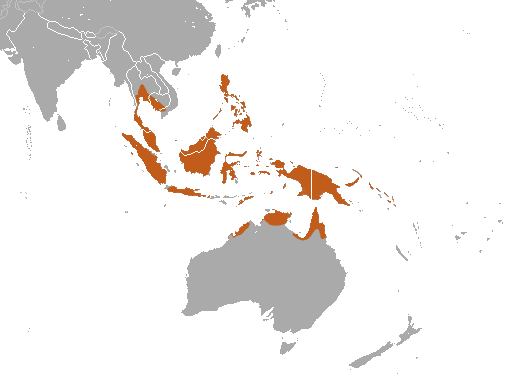
Aire de répartition de Macroglossus minimus

Macroglossus minimus se trouve en Thaïlande, dans la Malaisie péninsulaire, au sud des Philippines, à Java, Bornéo, en Nouvelle-Guinée, aux îles Salomon et au nord de l'Australie. À Bornéo, il fut recensé à Kota Kinabalu, Sepilok, Sukau et Tawau dans l'état de Sabah ; Bandar Seri Begawan à Brunei ; Bario, Niah et Bako dans le Sarawak; Gunung Kenepi, Kutai et Sungai Tengah dans le Kalimantan.
Le petit macroglosse se trouve à une altitude allant jusqu'à 1 000 m près des mangroves côtières, dans les forêts de diptérocarpacées et dans les forêts de l'étage montagnard.

## Écologie
Macroglossus minimus n'a pas été enregistré en groupes, ce qui suggère qu'il vit en petit groupe ou seul. À l'aide de sa très longue langue, il se nourrit de nectar qu’il peut obtenir des mangroves et des fleurs de bananier en Malaisie.
Il joue un rôle majeur en tant que pollinisateur de nombreux arbres, y compris des familles Bignoniaceae, Bombacaceae, Leguminosae, Musaceae, Myrtaceae et Sonneratiaceae  de la Malaisie péninsulaire.

## Reproduction
Dans le total des captures, les mâles représentent 53% et les femelles 47%. Environ 77% sont des adultes.
Les mâles sexuellement actifs ont des testicules dilatés et les femelles en chaleur ont une période de reproduction de 140 à 160 jours. La période de gestation de Macroglossus minimus est estimée à environ 120 jours (± 10 jours). La lactation dure 60 à 70 jours. Dans l'île de Negros, les femelles étudiées ont donné naissance deux ou trois fois par an. L'espèce se reproduit toute l'année et de manière synchrone en réponse à l'abondance de nourriture.

## Source de la traduction
- (en) Cet article est partiellement ou en totalité issu de l’article de Wikipédia en anglais intitulé « Long-tongued nectar bat » (voir la liste des auteurs).